# Noel Fielding
Noel Fielding (* 21. května 1973) je anglický komik a herec. Kolem roku 2000 začal působit v komediální seriálu The Mighty Boosh a od roku 2017 je spolumoderátorem pořadu The Great British Bake Off. Proslavil se svým temným a surrealistickým komediálním stylem.
V 90. letech začal Fielding vystupovat jako stand-up komik. V roce 2001 vytvořil spolu s Julianem Barrattem rozhlasový seriál The Boosh pro londýnské rádio BBC. Následoval televizní pořad The Mighty Boosh, který se vysílal na stanici BBC Three mezi lety 2004 až 2007. Pořad si získal kultovní oblibu a získal řadu ocenění.
Od roku 2000 hrál spousty menších rolí v řadě komediálních pořadů pro Channel 4, například Nathan Barley, The IT Crowd, AD/BC: A Rock Opera a Gartha Marenghi's Darkplace. Napsal a hrál ve dvou sériích svého sólového pořadu pro Channel 4 s názvem Noel Fielding's Luxury Comedy, který se vysílal v letech 2012 až 2014. Dále se objevoval v komediální show Never Mind the Buzzcocks na BBC Two a jako host v seriálu Travel Man, kde účinkuje jeho kamarád Richard Ayoade.
Je také malíř, své obrazy vystavoval například v Londýně. Spolupracoval s italskou módní značkou Fendi na její pánské kolekci pro podzim a zimu roku 2021. Je zakladatelem skupiny Loose Tapestries, kterou založil s frontmanem a kytaristou skupiny Kasabian Sergiem Pizzornem.

## Osobní život
Dříve byl ve vztahu se zpěvačkou skupiny Robots in Disguise Dee Plume, která se objevila v seriálu The Mighty Boosh. Někdy kolem roku 2010 začal chodit s rozhlasovou DJkou Llianou Birdovou. Bydlí v londýnské čtvrti Highgate. Jejich první dítě, dcera jménem Dalí (podle umělce Salvadora Dalího), se narodila v roce 2018, druhá dcera páru, Iggy (podle Iggyho Popa), se narodila v srpnu 2020.
V roce 2009 vyšel v Sunday Times článek, který odhalil, že během vysokoškolských studií prodělal alkoholickou hepatitidu, podle jeho slov mu v tomto období pomohl jeho přítel a spolupracovník Nigel Coan. To ho donutilo šest měsíců nepít alkohol, což vedlo k tomu, že se na několik let stal abstinentem.
V roce 2015 byl vyhlášen jedním z 50 nejlépe oblékaných britských mužů podle časopisu GQ.

## Filmografie

### Filmy
| Rok  | Název                        | Role         | Poznámly    |
| ---- | ---------------------------- | ------------ | ----------- |
| 1999 | Plunkett & Macleane          | Brothel Gent |             |
| 2001 | Sweet                        | Pete Sweet   | Krátký film |
| 2009 | Bunny and the Bull           | Javier       |             |
| 2010 | Come on Eileen               | Rex          |             |
| 2011 | Horrid Henry: The Movie      | Ed Banger    |             |
| 2015 | Aaaaaaaah!                   | Carl         |             |
| 2015 | Set the Thames on Fire       | Dickie       |             |
| 2016 | Brakes                       | Daniel       |             |
| 2016 | The Wonderful World of Death | Jones        |             |
| 2018 | The Festival                 | Hammerhead   |             |
| 2019 | LEGO příběh 2                | Balthazar    | Dabing      |

### Televize
| Rok             | Title                                                  | Role                        |
| --------------- | ------------------------------------------------------ | --------------------------- |
| 1997–1998       | Gas                                                    | Sám sebe                    |
| 1998            | Unnatural Acts                                         | Různé role                  |
| 1998            | Alexei Sayle's Merry-Go-Round                          | Různé role                  |
| 1999            | Comedy Cafe                                            | Sám sebe                    |
| 2000            | The Big Schmooze                                       | Sám sebe                    |
| 2002            | Surrealissimo: The Scandalous Success of Salvador Dali | Bauer                       |
| 2002            | Brain Candy                                            | Sám sebe                    |
| 2003            | Melbourne International Comedy Festival Gala           | Sám sebe                    |
| 2004            | The British Comedy Awards 2004                         | Sám sebe                    |
| 2004            | Garth Marenghi's Darkplace                             | Monkey Man                  |
| 2004            | AD/BC: A Rock Opera                                    | Shepherd                    |
| 2004–2007       | The Mighty Boosh                                       | Vince Noir a různé role     |
| 2005            | Nathan Barley                                          | Jones                       |
| 2005            | 28 Acts in 28 Minutes                                  | Sám sebe                    |
| 2005            | Breakfast                                              | Sám sebe                    |
| 2006            | The Secret Policeman's Ball                            | Sám sebe                    |
| 2006            | The British Comedy Awards 2006 Live                    | Sám sebe                    |
| 2006            | The Big Fat Quiz of the Year                           | Sám sebe                    |
| 2006–2008       | Friday Night with Jonathan Ross                        | Sám sebe                    |
| 2006–2013       | The IT Crowd                                           | Richmond                    |
| 2007            | Dawn French's Boys Who Do Comedy                       | Sám sebe                    |
| 2007            | Comic Relief 2007: The Big One                         | Sám sebe                    |
| 2007            | Deadline                                               | Sám sebe                    |
| 2007            | The Big Fat Quiz of the Year                           | Sám sebe                    |
| 2007            | The Charlotte Church Show                              | Sám sebe                    |
| 2007            | Never Mind the Buzzcocks                               | Sám sebe                    |
| 2008            | Shooting Stars: The Inside Story                       | Sám sebe                    |
| 2009            | Shockwaves NME Awards 2009                             | Sám sebe                    |
| 2009            | Comic Relief 2009                                      | Sám sebe                    |
| 2009            | Comic-Con '09 Live                                     | Sám sebe                    |
| 2009            | Shooting Stars                                         | Sám sebe                    |
| 2009–2010       | Late Night with Jimmy Fallon                           | Sám sebe                    |
| 2009–2014       | Alan Carr: Chatty Man                                  | Sám sebe                    |
| 2009–2015       | Never Mind the Buzzcocks                               | Sám sebe                    |
| 2010            | How Not to Live Your Life                              | Sám sebe                    |
| 2010            | Shockwaves NME Awards 2010                             | Sám sebe                    |
| 2010            | Teenage Cancer Trust Concerts 2010                     | Sám sebe                    |
| 2010            | Channel 4's Comedy Gala                                | Sám sebe                    |
| 2010            | Just for Laughs                                        | Sám sebe                    |
| 2010            | Michael McIntyre's Comedy Roadshow                     | Sám sebe                    |
| 2010            | The Big Fat Quiz of the Year                           | Sám sebe                    |
| 2011            | Let's Dance for Sport Relief                           | Sám sebe                    |
| 2011            | 24 Hour Panel People                                   | Sám sebe                    |
| 2011            | Dynamo: Magician Impossible                            | Sám sebe                    |
| 2011            | Horrid Henry's Movie Mayhem                            | Sám sebe                    |
| 2011            | Catherine Tate: Laughing at the Noughties              | Sám sebe                    |
| 2011            | The Rob Brydon Show                                    | Sám sebe                    |
| 2012            | The Jonathan Ross Show                                 | Sám sebe                    |
| 2012            | The Secret Policeman's Ball                            | Sám sebe                    |
| 2012            | Perspectives                                           | Sám sebe                    |
| 2012            | The Project                                            | Sám sebe                    |
| 2012            | The Big Fat Quiz of the 00s                            | Sám sebe                    |
| 2012–2014       | Noel Fielding's Luxury Comedy                          | Sám sebe                    |
| 2013            | Doll & Em                                              | Sám sebe                    |
| 2013            | Brand X with Russell Brand                             | Sám sebe                    |
| 2013            | Gadget Man                                             | Sám sebe                    |
| 2013            | Staying in with Greg and Russell                       | Sám sebe                    |
| 2013            | The Big Fat Quiz of the Year                           | Sám sebe                    |
| 2013–2018       | QI                                                     | Sám sebe                    |
| 2014            | Alan Davies: As Yet Untitled                           | Sám sebe                    |
| 2014            | The Last Leg                                           | Sám sebe                    |
| 2015            | The Big Fat Anniversary Quiz                           | Sám sebe                    |
| 2015            | Backchat                                               | Sám sebe                    |
| 2015            | Live at the Apollo                                     | Sám sebe                    |
| 2016            | Trailer Park Boys: Out of the Park                     | Lord Pumpwhistle a Sám sebe |
| 2016            | The Big Fat Quiz of Everything                         | Sám sebe                    |
| 2016            | The Tonight Show Starring Jimmy Fallon                 | Sám sebe                    |
| 2016            | The Entire Universe                                    | Sám sebe                    |
| 2016            | Travel Man                                             | Sám sebe                    |
| 2016            | Conan                                                  | Sám sebe                    |
| 2016            | Room 101                                               | Sám sebe                    |
| 2016            | The Big Fat Quiz of Everything                         | Sám sebe                    |
| 2016            | @midnight                                              | Sám sebe                    |
| 2017            | Taskmaster                                             | Sám sebe                    |
| 2017            | 8 Out of 10 Cats Does Countdown                        | Sám sebe                    |
| 2017            | The One Show                                           | Sám sebe                    |
| 2017            | Upstart Crow                                           | Thomas Morley               |
| 2017–současnost | The Great British Bake Off                             | Co-presenter                |
| 2018            | Urban Myths                                            | Alice Cooper                |
| 2018            | The Big Fat Quiz of the Year 2018                      | Sám sebe                    |
| 2018–2023       | Disenchantment                                         | Stan the Executioner        |
| 2019            | Twelve Forever                                         | Guy Pleasant                |
| 2019            | The Big Fat Quiz of the Year 2019                      | Sám sebe                    |
| 2020            | Close Enough                                           | Snail                       |
| 2021–současnost | Never Mind the Buzzcocks                               | Sám sebe                    |
| 2024            | The Completely Made-Up Adventures of Dick Turpin       | Dick Turpin                 |

### Videoklipy
| Rok  | Hudebník                     | Název                          |
| ---- | ---------------------------- | ------------------------------ |
| 2000 | Midfield General             | "Midfielding"                  |
| 2003 | Mint Royale                  | "Blue Song"                    |
| 2006 | Razorlight                   | "In the Morning"               |
| 2007 | Robots in Disguise           | "Girl"                         |
| 2008 | Robots in Disguise           | "The Tears"                    |
| 2009 | Kasabian                     | "Vlad the Impaler"             |
| 2011 | Kate Bush                    | "Deeper Understanding"         |
| 2011 | Kasabian                     | "Re-Wired"                     |
| 2016 | The Claypool Lennon Delirium | "Bubbles Burst"                |
| 2017 | Kasabian                     | "You're in Love with a Psycho" |